# Església i claustre del Carme (Maó)
L'Església i el claustre del Carme de Maó foren construïts entre 1726 i 1808, sota l'orde dels Carmelites, en època del governador anglès Blakeney. L'església és d'estil neoclàssic, però té una façana molt nua; a l'interior és un edifici molt espaiós. Al costat hi ha el claustre, que es caracteritza per ser molt gran, de gran qualitat decorativa i artística, amb una cisterna al mig. És de planta quadrada, amb dues plantes. L'any 1835 va tenir lloc la desamortització i el claustre va passar a mans municipals, restant només l'església en mans eclesiàstiques. El 1877 fou erigida en parròquia.
L'altra part del convent, a partir de la desamortització, va tenir diferents funcions: jutjats, presó, escola pública i mercat. Actualment hi trobam, a més del mercat, el Conservatori de Música, la Biblioteca Hernández Mora, la UNED, un espai dedicat a la realització de cursos, com, per exemple, la UIMIR i l'espai interior del Patí d'Es Claustre on es realitzen activitats culturals durant la primavera i l'estiu.